# La Compagnie de Santa Barbara
La Compagnie de Santa Barbara est un tableau peint par Ramón Martí Alsina en 1891. Il mesure 497 cm de haut sur 405 cm de large. Il est conservé au musée national d'Art de Catalogne à Barcelone.